# Eleanor Faulkner
Eleanor Jane Faulkner –conocida como Ellie Faulkner– (Sheffield, 5 de enero de 1993) es una deportista británica que compite en natación.
Ganó una medalla de oro en el Campeonato Europeo de Natación de 2018, en la prueba de 4 × 200 m libre. Participó en dos Juegos Olímpicos de Tokio 2020, en los años 2012 y 2016, ocupando el quinto lugar en Londres 2012, en la prueba de 4 × 200 m libre.

## Palmarés internacional
| Campeonato Europeo | Campeonato Europeo    | Campeonato Europeo | Campeonato Europeo |
| Año                | Lugar                 | Medalla            | Prueba             |
| ------------------ | --------------------- | ------------------ | ------------------ |
| 2018               | Glasgow (Reino Unido) | Medalla de oro     | 4 × 200 m libre    |